# Ginnastica artistica ai XIII Giochi del Mediterraneo
I concorsi di ginnastica artistica ai XIII Giochi del Mediterraneo si sono svolti nel giugno 1997 presso il PalaFlorio di Bari, in Italia. Il programma ha previsto l'assegnazione di un totale di 14 medaglie d'oro.

## Specialità
In questi giochi le specialità per la ginnastica artistica sono state:
- Concorso individuale (maschile e femminile)
- Concorso a squadre (maschile e femminile)
- Corpo libero (maschile e femminile)
- Cavallo a maniglie (maschile)
- Anelli (maschile)
- Volteggio (maschile e femminile)
- Parallele asimmetriche (femminile)
- Parallele simmetriche (maschile)
- Sbarra (maschile)
- Trave (femminile)

## Podi

### Uomini
| Evento                | Oro                                                                                    | Punteggio | Argento                                                                 | Punteggio | Bronzo                                                                                    | Punteggio |
| Ginnastica artistica  |                                                                                        |           |                                                                         |           |                                                                                           |           |
| Concorso individuale  | Jesus Carballo                                                                         | 54,150    | Dimitri Karbanenko                                                      | 53,600    | Sergio Luini                                                                              | 52,950    |
| Concorso a squadre    | Italia Francesco Colombo Jury Chechi Giovanni D'Innocenzo Sergio Luini Bruno Malaspina | 161,300   | Spagna Jesus Carballo Omar Cortes Vicktor Cano Andreu Vivo Ortiz Acosta | 159,900   | Francia Eric Casimir Cedric Guille Sebastien Darrigade Dimitri Karbanenko Sebastien Tayac | 159,250   |
| Corpo libero          | Georgios Ellissiadis                                                                   | 8,950     | Suat Celen                                                              | 8,900     | Cedric Guille                                                                             | 8,800     |
| Cavallo a maniglie    | Eric Casimir                                                                           | 9,350     | Sid Ali Ferdjani                                                        | 9,200     | Sebastien Tayec                                                                           | 9,150     |
| Anelli                | Jury Chechi                                                                            | 9,800     | Aleksej Demianov                                                        | 9,600     | Dimosthenis Tambakos                                                                      | 9,600     |
| Volteggio             | Raouf Abdel Raouf                                                                      | 9,225     | Dimitri Karbanenko                                                      | 8,875     | Giovanni D'Innocenzo                                                                      | 8,850     |
| Parallele simmetriche | Andreu Vivo                                                                            | 9,250     | Sebastien Darrigade                                                     | 9,200     | Dimitri Karbanenko                                                                        | 9,100     |
| Sbarra                | Jesus Carballo                                                                         | 9,550     | Eric Casimiri                                                           | 9,350     | Giovanni D'Innocenzo                                                                      | 9,050     |

### Donne
| Evento                 | Oro                                                                           | Punteggio | Argento                                                                           | Punteggio | Bronzo                                                                                    | Punteggio |
| Ginnastica artistica   |                                                                               |           |                                                                                   |           |                                                                                           |           |
| Concorso individuale   | Ludivine Furnon                                                               | 38,312    | Adriana Crisci                                                                    | 38,275    | Elvire Teza                                                                               | 37,475    |
| Concorso a squadre     | Francia Cecile Canqueteau Ludivine Furnon Laure Gely Elvire Teza Emilie Volle | 113,011   | Italia Martina Bremini Adriana Crisci Laura Montagnolo Paola Rivi Giordana Rocchi | 112,674   | Spagna Elisabeth Valle Diana Plaza Beatriz Sánchez Jennifer Montavez Susana Garcia Esrich | 108,186   |
| Corpo Libero           | Ludivine Furnon                                                               | 9,775     | Vasiliki Tsavdaridou                                                              | 9,700     | Adriana Crisci                                                                            | 9,675     |
| Volteggio              | Elisabeth Valle                                                               | 9,512     | Martina Bremini                                                                   | 9,387     | Laura Montagnolo                                                                          | 9,262     |
| Parallele asimmetriche | Elvire Teza                                                                   | 9,850     | Adriana Crisci                                                                    | 9,750     | Martina Bremini                                                                           | 9,450     |
| Trave d'equilibrio     | Elvire Teza                                                                   | 9,725     | Vasiliki Tsavdaridou                                                              | 9,600     | Adriana Crisci                                                                            | 9,600     |

## Medagliere
| Posizione | Paese   |   |   |   | Totale |
| --------- | ------- | - | - | - | ------ |
| 1         | Francia | 6 | 4 | 4 | 14     |
| 2         | Spagna  | 4 | 1 | 1 | 6      |
| 3         | Italia  | 2 | 4 | 7 | 13     |
| 4         | Grecia  | 1 | 2 | 1 | 4      |
| 5         | Egitto  | 1 | 0 | 0 | 1      |
| 6         | Algeria | 0 | 1 | 0 | 1      |
|           | Croazia | 0 | 1 | 0 | 1      |
|           | Turchia | 0 | 1 | 0 | 1      |